# Torquéole à gorge rousse
Arborophila rufogularis
Espèce
Statut de conservation UICN

 LC  : Préoccupation mineure
La Torquéole à gorge rousse (Arborophila rufogularis) est une espèce d'oiseaux de la famille des Phasianidae.

## Distribution
Cet oiseau peuple l'Himalaya du nord de l’Inde au Bangladesh, à travers le Népal, le Sikkim, le Bhoutan et le Myanmar. Il est présent également au Sud du Yunnan (Chine), au nord de la Thaïlande, au Laos et au Vietnam.

## Sous-espèces
- A. r. rufogularis (Blyth, 1850), forme nominative, se rencontre dans le nord de l’Inde (Uttar Pradesh), le Népal, le Bhoutan.
- A. r. intermedia (Blyth, 1856) diffère par le menton et le haut de la gorge noirs. Les côtés du cou sont marqués de larges taches noires. Il n’y a pas de collier noir en haut de la poitrine. Assam, Manipour, nord du Myanmar, nord-ouest du Yunnan.
- A. r. tickelli (Hume, 1880) se rencontre dans le sud du Myanmar, la Thaïlande et le sud-ouest du Laos. Semblable à intermedia mais la gorge est entièrement rousse et les flancs sont plus fauves.
- A. r. euroa (Bangs & Phillipps, 1914) se rencontre dans le sud-est du Yunnan et le nord du Laos. Elle a les taches noires du cou moins marquées et les flancs sont plus pâles.
- A. r. guttata Delacour & Jabouille, 1928 occupe l’est du Laos et le Vietnam jusqu’en Annam. Il diffère de la forme nominative par l’absence de collier et la présence de nombreuses taches noires sur les côtés du cou. Le menton est roux, sans tache.
- A. r. annamensis (Robinson & Kloss, 1919). Le menton, le cou et la gorge sont plus brun-clair que roux et entièrement tachetés de noir et de blanc. Cette sous-espèce est localisée au sud Annam dans le massif de Lang Bian.

## Habitat
Cette espèce a été trouvée dans divers habitat entre 600 et 4 000 m. Elle préfère les sous-bois épais des forêts de montagne à dominante de chênes, lauriers et rhododendrons entre 1 800 et 3 000 m. Au Vietnam, elle ne descendrait pas au-dessous de 1 200 m (Delacour & Jabouille 1931).

## Mœurs
Les torquéoles à gorge rousse vivent en bandes de 5 à 12 individus dans les forêts, et, en dehors de la saison de reproduction, n'en sortent que le matin de bonne heure (Delacour & Jabouille 1931).

## Voix
Le cri est un fort sifflement roulé (Delacour & Jabouille 1931).

## Nidification
Cette espèce est monogame. Elle niche à terre d’avril à juillet, dans la forêt, parmi les feuilles mortes et ou les herbacées (Delacour & Jabouille 1931).

## Statut, conservation
Cette espèce n’est pas considérée comme menacée en raison de sa large répartition mais ce statut pourrait différer suivant les sous-espèces ou la localisation géographique. Elle est rare en Chine et peu courante au Népal. Elle serait en revanche commune dans le nord de l’Inde, le nord de la Thaïlande, le centre du Laos. Son statut est inconnu au Myanmar, au Cambodge et au Vietnam, bien que sa présence y soit confirmée.